# 藏南象牙参
藏南象牙参（学名：Roscoea brandisii）是薑科象牙参属的一种多年生草本植物。分布于印度和中国的西藏地区。
1890年作为象牙参的一个变种（Roscoea purpurea var. brandisii）发表，1904年提升为独立种。